# Kuruminaka
Kuruminaka (Curuminaca), jedno od plemena Otuque Indijanaca, porodica bororoan, koje Alcide d'Orbigny 1832. nalazi s Tapii Indijancima na misiji Santiago de Chiquitos u Boliviji. Nestali su.